# Église Saint-Martin de Saint-Martin-de-Crau
Pour les articles homonymes, voir Église Saint-Martin.
L'église Saint-Martin est une église catholique située à Saint-Martin-de-Crau, elle est bâtie à côté de l'église primitive attestée depuis au moins le Xe siècle, le bâtiment actuel date de 1876. Elle fait partie de l'archidiocèse d'Aix-en-Provence et Arles.

## Historique

### Église primitive

Plan de l'église primitive de Saint-Martin-de-Crau (1637-1868).
Légende :
1. Maître-autel. 2. Autel de la Vierge. 3. Chaire et son escalier. 4. Confessionnal et magasin des chaises. 5. Banc des marguilliers. 6. Fonts baptismaux. 7. Tambour de l'église. 8. Maison curiale avec entrée dans l'église.

En mars 1052, l'église de Saint-Martin-de-Crau, désignée sous le nom de Sanctus Martinus de palude majori, de la grand palus, était concédée aux chanoines d'Arles par Guillaume, vicomte de Marseille. Raimbaud, archevêque d’Arles, fait en 1061 donation au chapitre de Saint Trophime. D'après les descriptions, l'église se trouve à côté d'une tour de guet romane.
Un arrêt du Parlement de Toulouse spécifie en 1621 que la chapelle de Saint-Martin-de-la-Palud  propriété de l'archevêque d'Arles ne peut bénéficier du droit d'espelèche.
Après plusieurs restaurations, l’église primitive est estimée inadaptée en 1624 « comme soit aussi que l'église du lieu Saint-Martin de la Pallun soit si petite qu'elle ne peult contenir au dedans d'icelle la dixième partie des habitants » . Le chapitre cathédral de Saint-Trophime impose une reconstruction de l’église « pour l'honneur de Dieu (chapitre) et la commodité des habitants (paroissiens)». Devant la réticence des paroissiens à payer la moitié des dépenses liées à la construction, la sénéchaussée d'Arles émet une sentence le 12 mai 1625.
Les premiers actes paroissiaux de l'église primitive sont de 1636.
La communauté et le chapitre s'accordent en 1637 sur trois actes notariés avec les différents corps de métier pour la reconstruction de l'église.

### Église reconstruite au XIIe
Le premier enfant est baptisé en 1638 dans la nouvelle église.
Un deuxième clocher est érigé sur l’ancienne tour de garde. Le chapitre d’Arles nomme un curé en 1790 pour les 800 habitants de Saint-Martin de Crau de la Palud. C'est une des premières églises rétablies par le Concordat. L'année suivante l'église devient un club révolutionnaire.

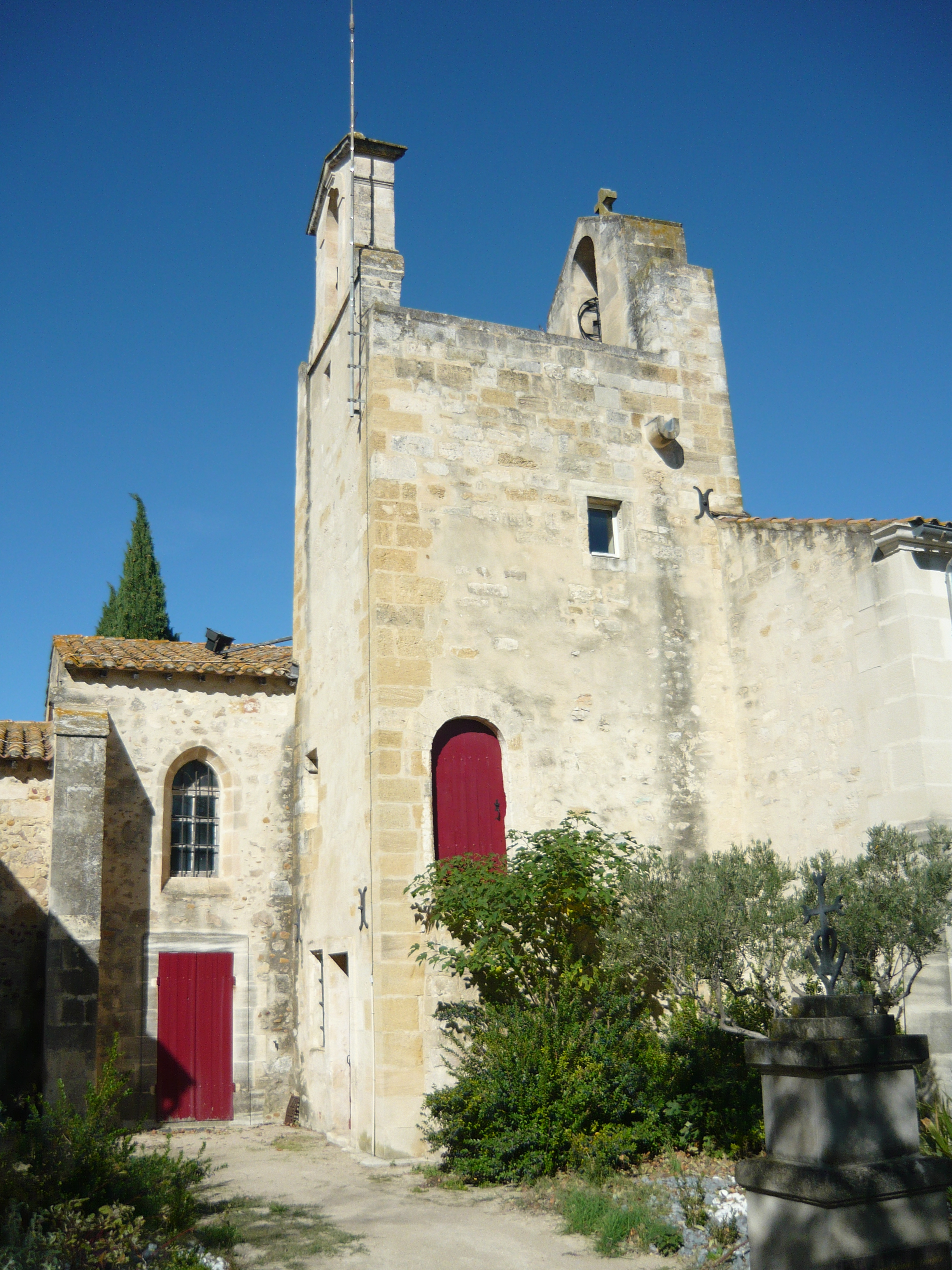
Clocher de l'église moderne ancienne tour de guet de l'église primitive
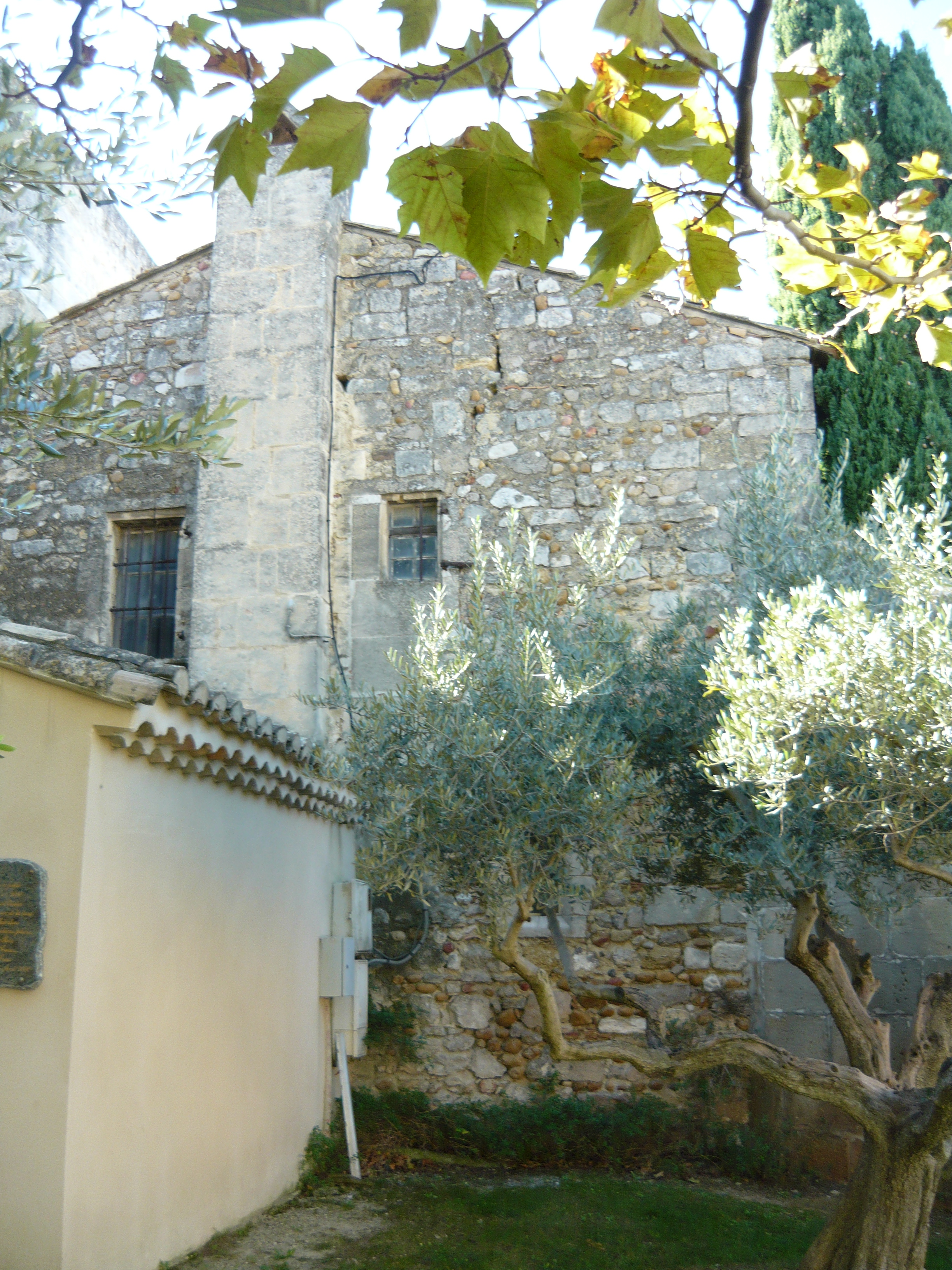
Façade ouest de l'église primitive reconstruite au XVIIe.
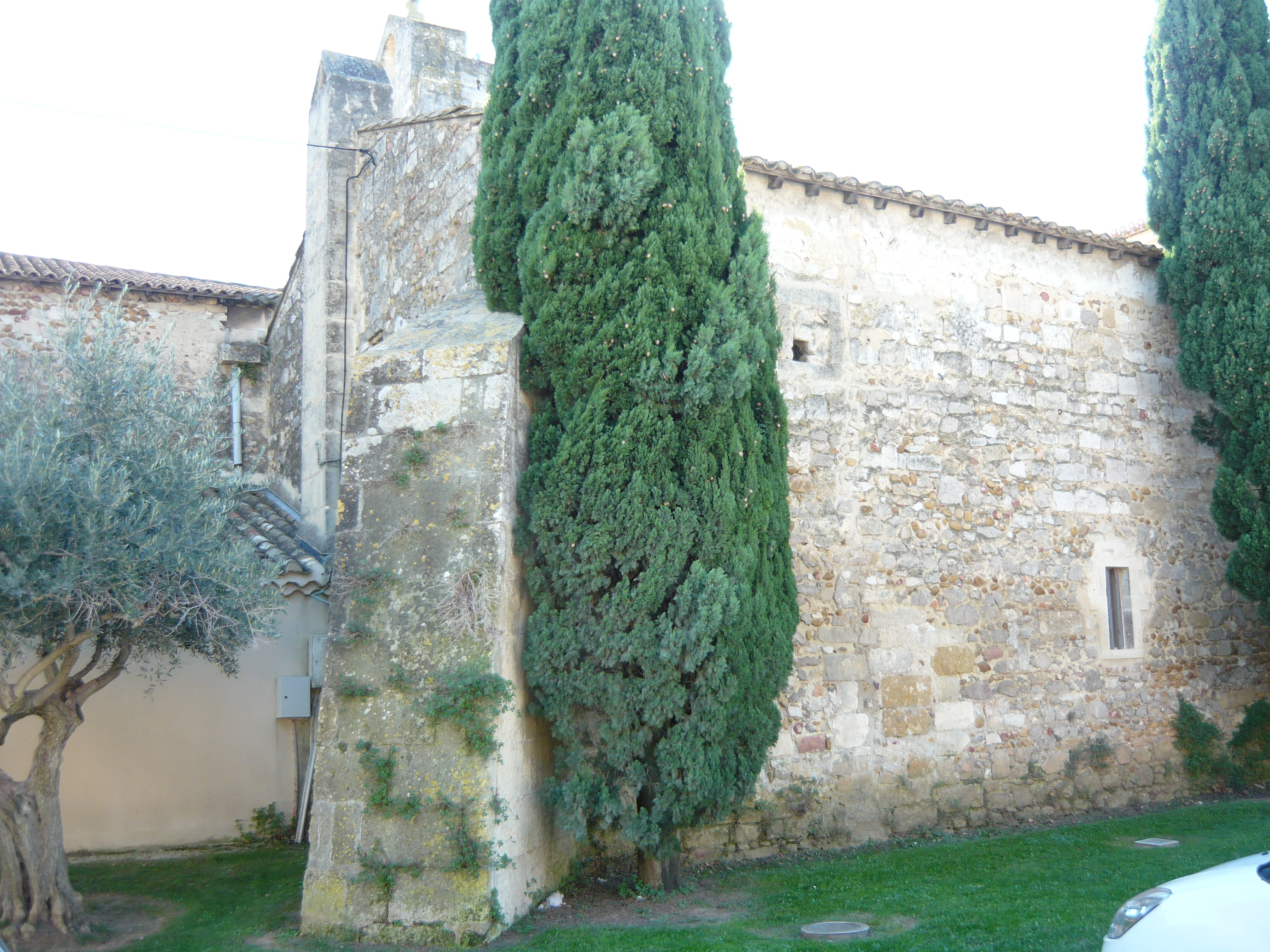
Reste de la façade nord de l'église primitive.

### Église moderne
Les travaux de construction de l’église moderne ont été réalisés de 1869 à 1876 dans le style néo-roman.
Elle est construite à côté des anciennes églises suivant un axe perpendiculaire. Une partie des anciennes églises sont utilisés par la sacristie et le logement des prêtres.
La commune engage la rénovation de l'église en 1992, le clocher, ancienne tour de garde, est accessible par des escaliers qui donnent sur la table d'orientation.
En 1995, la commune continue sa rénovation : réfection de la façade, des vitraux et du mur de la nef ; soutènement des murs et du recouvrement, éclairage des façades….
En 2008 le sol et l'étanchéité sont entièrement refaits en conservant un maximum de tommettes d'origine,.

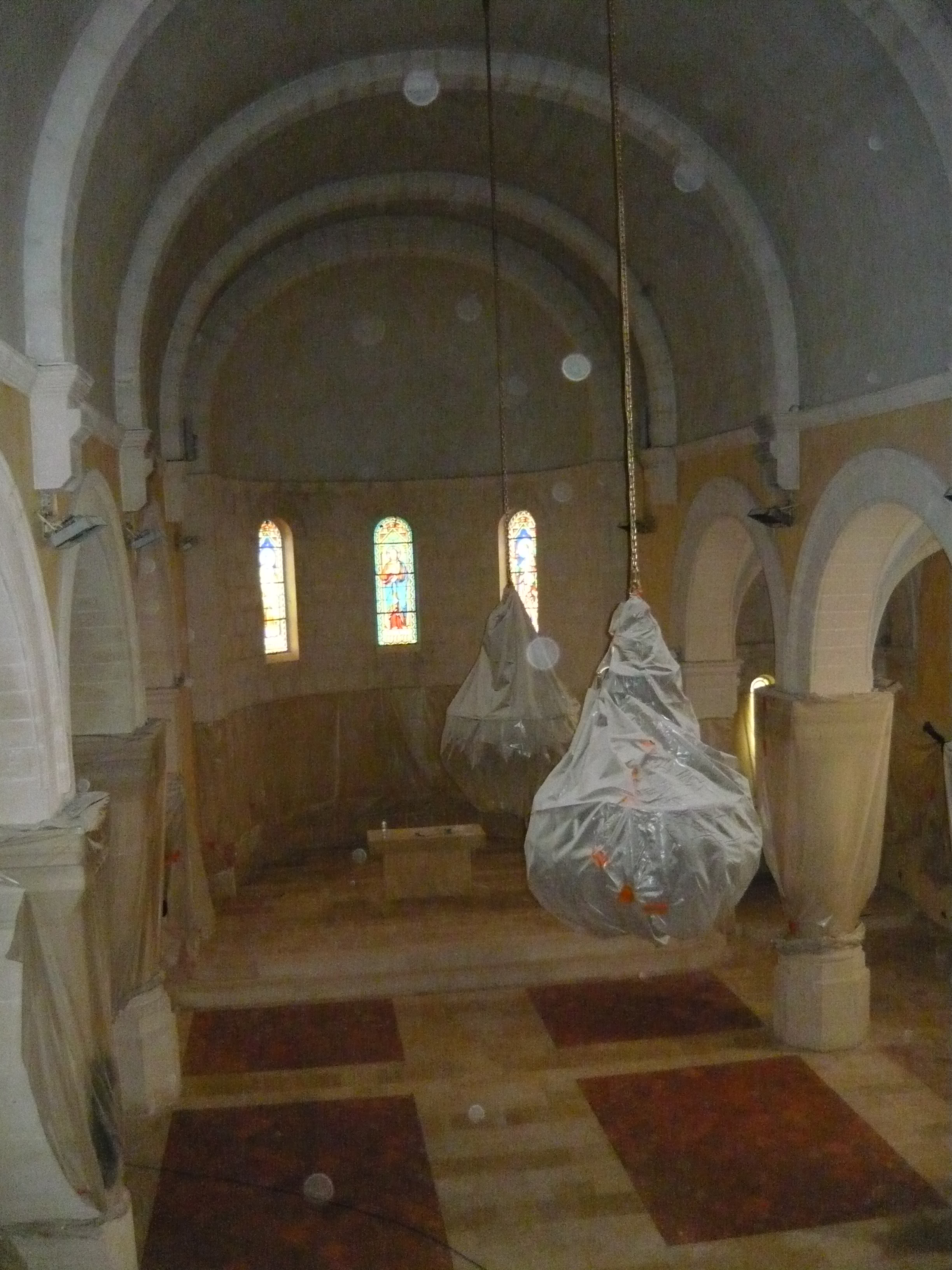
Rénovation des sols en 2008.
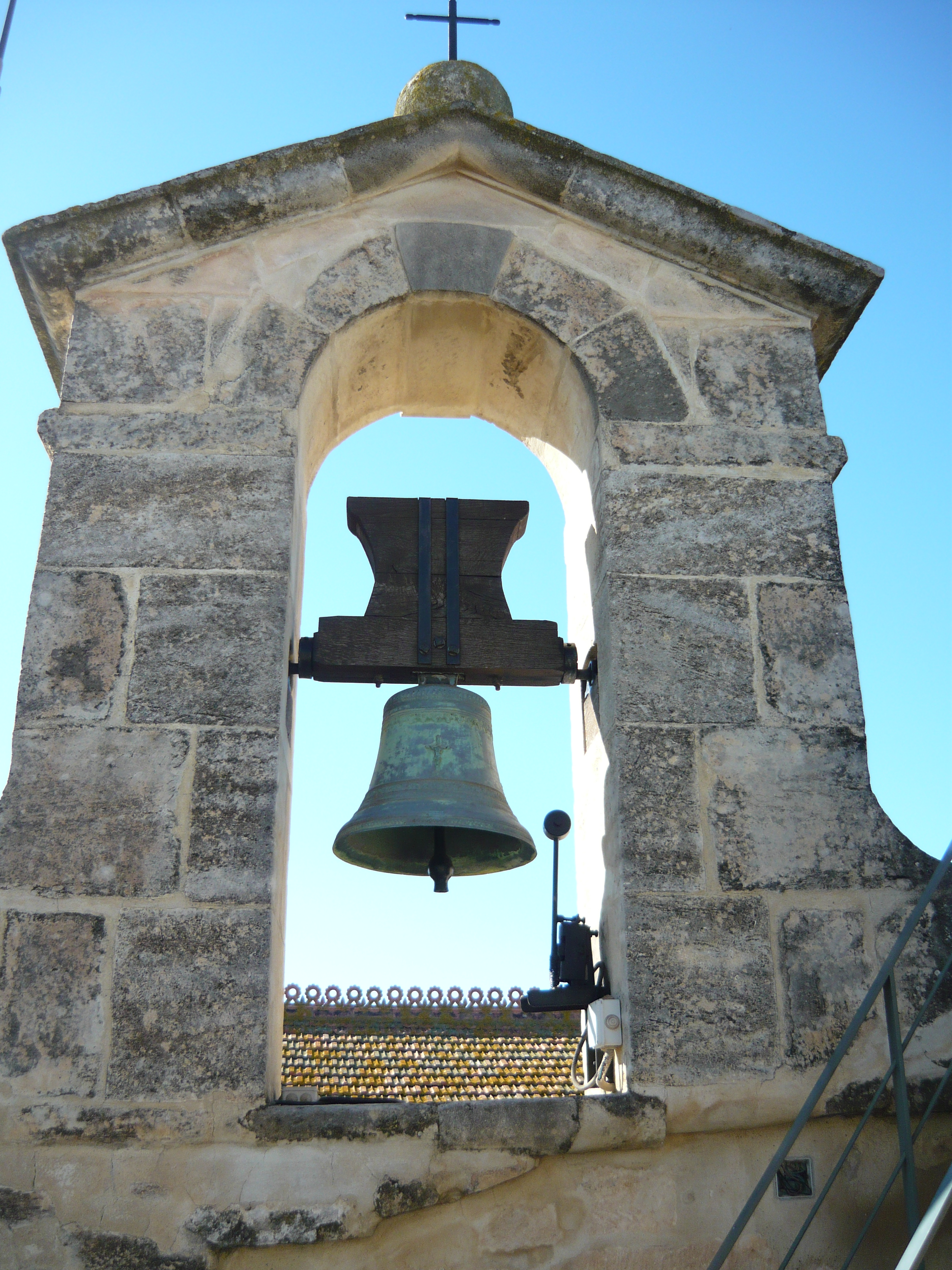
Clocheton ouest.
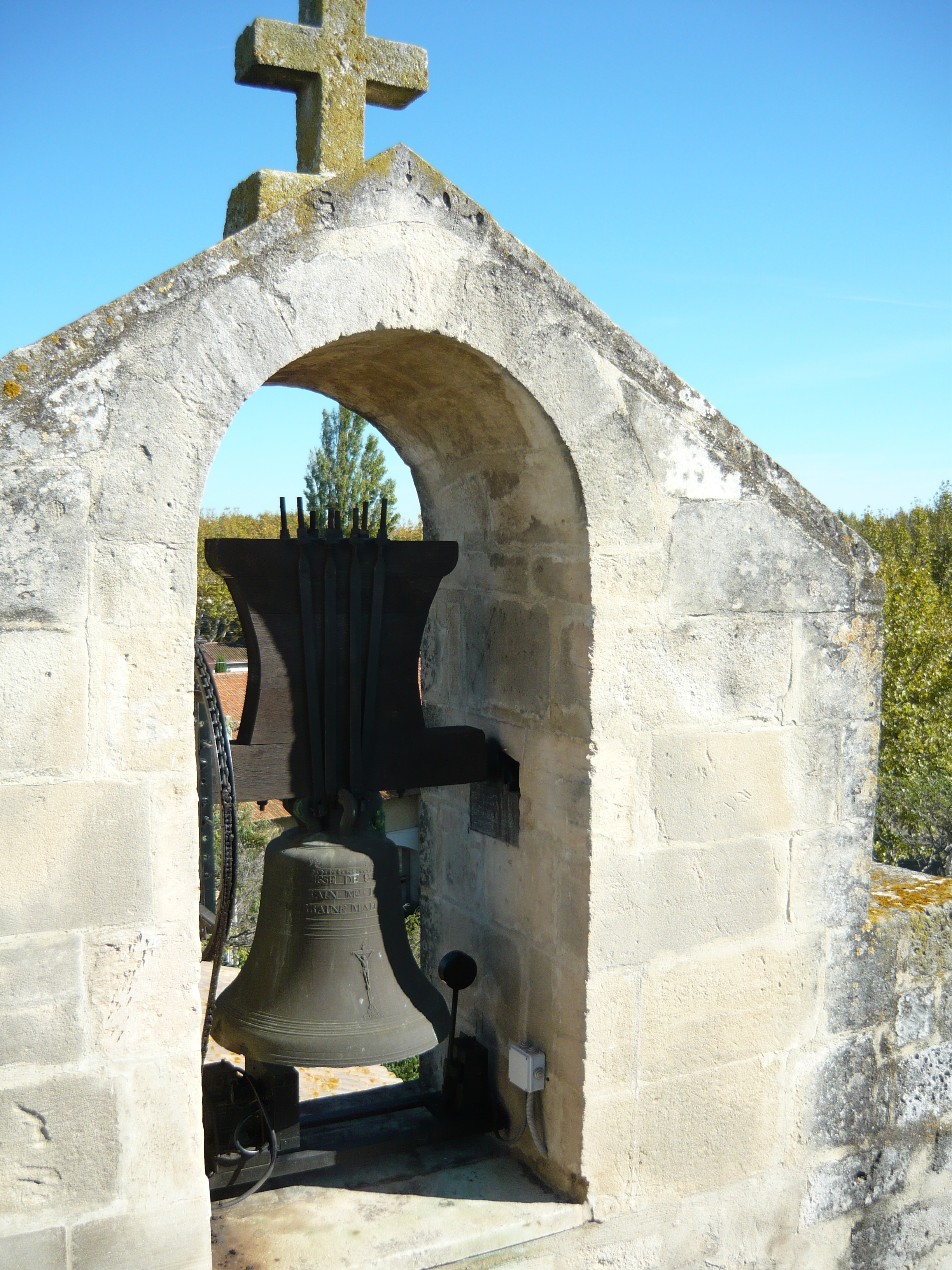
Clocheton est.